# エンジェル (2007年の映画)
『エンジェル』（Angel）は、2007年のイギリス・ベルギー・フランスのドラマ映画。監督・脚本はフランソワ・オゾン、出演はロモーラ・ガライとシャーロット・ランプリングなど。原作は英国の作家エリザベス・テイラーの同名長編小説。

## ストーリー
英国の田舎町に住むエンジェル・デヴェレルは、食料品店を営む母と二人暮らしの夢見がちな少女で学校にあわず、家にこもって小説を書いて出版者に送りつけていた。そのうち出版人のセオ・ギルブライトによって刊行が決まり、エンジェルは人気作家になる。だがその小説は通俗的だとして批評家から批判された。エンジェルは、放蕩者の貴族の青年エスメ・ハウ＝ネヴィンソンに恋をしてしまい、青年はいささかはカネ目当てでエンジェルと結婚する。エスメの妹ノラは、結婚もせず世間知らずのエンジェルの面倒を見るのだった。第一次大戦が起こってエスメは出征するが、負傷して帰ってきて、廃人のような日々を過ごし、ついに自殺してしまう。その後エンジェルは、エスメに愛人がいたことを知ってショックを受ける。エンジェルの小説は流行遅れとなり、エンジェルは気に入って購入した屋敷で息をひきとる。
小説ではエスメは湖でボートから落ちて死んだように描かれているが、映画版では屋敷内で首を吊る。

## キャスト
| 役名                         | 俳優                         | 日本語吹替 |
| ---------------------------- | ---------------------------- | ---------- |
| エンジェル・デヴェレル       | ロモーラ・ガライ             | 甲斐田裕子 |
| ハーマイオニー・ギルブライト | シャーロット・ランプリング   | 高島雅羅   |
| ノラ・ハウ＝ネヴィンソン     | ルーシー・ラッセル           | 日野由利加 |
| エスメ・ハウ＝ネヴィンソン   | マイケル・ファスベンダー     | 小山力也   |
| セオ・ギルブライト           | サム・ニール                 | 小川真司   |
| エンジェルの母親             | ジャクリーン・トン           |            |
| アンジェリカ                 | ジェマ・パウエル             |            |
| ロッティ叔母さん             | ジャニーン・デュヴィツキ     |            |
| ノーリー卿                   | クリストファー・ベンジャミン |            |

## 製作
主人公エンジェルが憧れる豪邸「パラダイス」は、イギリスのサマセットにあるティンツフィールドという1863年建設の実在の館がモデルで、一部撮影も行なわれた。

## 作品の評価
Rotten Tomatoesによれば、批評家の一致した見解は「時代遅れのメロドラマと社会風刺、豪華なセットと衣裳が織り交ぜられた奇妙な作品だが、『エンジェル』は決して飛び立つことはない。」であり、22件の評論のうち高く評価しているのは50%にあたる11件にとどまっており、平均して10点満点中5.07点を得ている。
アロシネによれば、フランスの24のメディアによる評価の平均点は5点満点中3.8点である。